# Jerzy Wojciech Iwanowski
Jerzy Wojciech Iwanowski herbu Łodzia – sędzia nowogrodzkosiewierski w latach 1774–1786, podsędek nowogrodzkosiewierski w latach 1773–1774, cześnik nowogrodzkosiewierski w latach 1760–1763.
Sędzia kapturowy powiatu łuckiego w 1764 roku.